# Batalha de Marawi

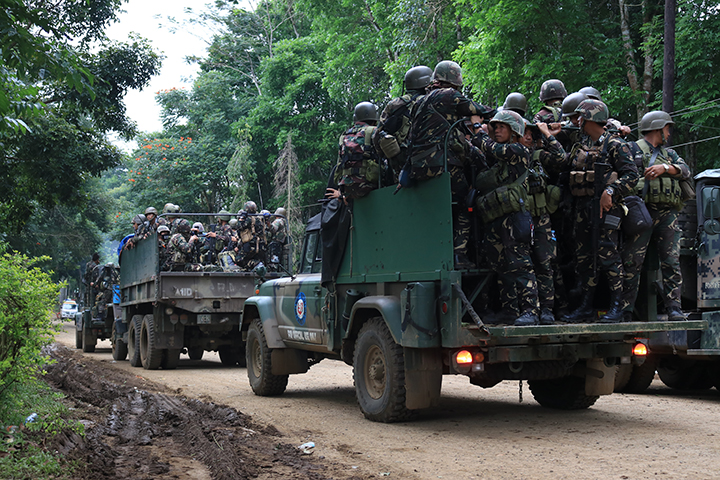
Soldados filipinos em seus veículos avançando pelas ruas nas cercanias de Marawi.

A Batalha de Marawi (também conhecida como Crise de Marawi) foi um combate armado que estava acontecendo na cidade de Marawi, em Mindanau, entre forças do governo das Filipinas e militantes dos grupos islamitas salafitas Abu Sayyaf e Maute, que são organizações terroristas filiadas ao grupo Estado Islâmico (EI). A violência na cidade começou em 23 de maio de 2017 e demorou cinco meses para que a região fosse libertada por completo pelas forças do governo central filipino.

## A batalha
O sul das Filipinas, especialmente Mindanau, é onde fica a maioria da população muçulmana filipina. A região sofre com movimentos extremistas por décadas. Frequentemente, o governo filipino ordena operações militares em regiões sob controle ou sob forte influência dos islamitas para tentar sufocar os movimentos terroristas.
Ao fim de maio de 2017, o exército filipino lançou uma grande operação para capturar Isnilon Hapilon, o líder da organização terrorista Abu Sayyaf, após receberem denúncias de que ele estaria na cidade de Marawi para se encontrar com a liderança do grupo Maute. Combates violentos começaram quando os homens de Hapilon abriram fogo contra soldados e policiais, recebendo apoio de outros grupos terroristas filiados a organização Estado Islâmico do Iraque e do Levante.
Guerrilheiros islamitas, a maioria afiliados ao grupo Maute, atacaram os militares e ocuparam vários prédios na cidade de Marawi, incluindo a prefeitura, a universidade local, um hospital e um presídio. Eles também tomaram o controle de diversas ruas e atearam fogo em uma igreja cristã e em várias escolas e instalações universitárias. A Catedral de Marawi também foi atacada, com muitos fiéis sendo feitos reféns.
O presidente das Filipinas, Rodrigo Duterte, respondeu a escalada da violência declarando lei marcial em Mindanau por 60 dias (o máximo de tempo permitido pela constituição). Forças de segurança adicionais também foram enviadas para a região, especialmente para Marawi, intensificando os combates. Postos de controle foram colocados nas ruas e dezenas de indivíduos foram presos. No final, após cinco meses de luta, pelo menos 1 300 pessoas (incluindo 160 policiais ou soldados e mais de 900 terroristas) foram mortas.
Ao fim de maio, o governo filipino afirmou que pelo menos 90% de Marawi já havia sido reconquistada. Batalhas intensas, especialmente no centro da cidade, ainda eram reportadas no começo de junho. Segundo o comando das forças de segurança filipinas, os líderes do notório Grupo Maute (os irmãos Omar e Abdullah Maute) foram mortos em um tiroteio com soldados do exército em 10 de junho. Em agosto de 2017, boa parte do centro de Marawi já havia sido recapturado por tropas do governo filipino, incluindo a Grande Mesquita da cidade.
Em julho, o líder do Estado Islâmico nas Filipinas, Isnilon Hapilon, teria se refugiado em alguma mesquita de Marawi para evitar a captura. Nos próximos dois meses, o exército filipino iniciou uma série de operações de limpeza para destruir os últimos focos de resistência dos terroristas, recuperando prédios estratégicos (como a delegacia central e a principal mesquita da região) e importantes pontes. Em 16 de outubro, o governo das Filipinas anunciou que Isnilon Hapilon havia sido morto durante um tiroteio entre soldados e jihadistas. Sua morte foi saudada como um grande golpe para os movimentos islamitas filipinos.
Foi somente em 23 de outubro de 2017, após cinco meses de intensos combates e centenas de mortos, que o governo filipino declarou oficialmente que a cidade havia sido libertada, com as últimas posições dos jihadistas sendo superadas, encerrando assim a luta.